# こっから
『こっから』は、SixTONESの10作目のシングル。2023年6月14日にSony Music Labelsから発売。

## リリース
表題曲はメンバーの森本慎太郎がKing & Princeの髙橋海人とダブル主演を務める日本テレビ系日曜ドラマ『だが、情熱はある』の主題歌であり、ドラマの内容とシンクロするような、「どれだけうまくいかなくても、天才じゃなくても、こっから始めよう」という強い決意が込められたメッセージソングである。
初回盤Bには2023年開催のアリーナツアー「慣声の法則」より1月の横浜アリーナ公演で披露されたメドレーコーナーのライブ音源・映像がCD・DVDそれぞれに収録される。

### プロモーション
ドラマ放送開始前時点では本楽曲の情報は明かされておらず、4月9日放送のドラマ第1話のエンディングにてサプライズで解禁され、翌日に公式ホームページ・Twitterにて主題歌決定が公式発表された。
4月18日、今作が10作目のシングルとしてリリースされることが発表された。
4月29日放送のニッポン放送『SixTONESのオールナイトニッポンサタデースペシャル』内にて本楽曲がラジオ初解禁された。
5月7日のカップリング曲情報公開より前となる5月4日から6日にかけて、公式Twitterにてカップリングの新曲3曲を紹介するツイートが公開された。
5月12日にYouTubeにてMVが公開された。グループ史上最速で3,000万回再生超えを記録し、9月23日にはグループ史上初となる1億回再生を突破した。
表題曲は6月2日放送のテレビ朝日系『ミュージックステーション』にてテレビ初披露、6月5日放送のTBS系『CDTV ライブ! ライブ! 2時間スペシャル』にてフルサイズで披露された。
6月9日、公式YouTubeチャンネル限定のパフォーマンス企画「PLAYLIST -SixTONES YouTube Limited Performance-」Day.8と題し、同企画初となる生配信形式で「こっから」を披露。同配信内では「FIREWORKS」もサプライズで初披露された。また6月19日にはDay.9として「Tu-tu-lu」のパフォーマンス映像が公開された。
2023年8月に発表された第116回ザテレビジョンドラマアカデミー賞でドラマソング賞を受賞した。

### 特典
- 初回盤A：こっから払えんだ！ICカードケース[26]
- 初回盤B：こっから剥がせんだ！ステッカー[26]
- 通常盤：こっから挟めんだ！クリアファイル[26]

## 収録内容

### CD

#### 初回盤A
1. こっから [3:59]
作詞・作曲・編曲：佐伯youthK[27]
2. 雨 [3:54]
作詞：山本加津彦、作曲：山本加津彦 / 福田貴史、編曲：Naoki Itai / 福田貴史

#### 初回盤B
1. こっから
2. Medley from「慣声の法則」at 横浜アリーナ [11:38]
  1. S.I.X
  2. Special Order
  3. フィギュア
  4. RAM-PAM-PAM
  5. WHIP THAT
  6. Outrageous

#### 通常盤
1. こっから
2. FIREWORKS [3:43]
作詞：ONIGASHIMA、作曲：P3AK / Tommy Clint、編曲：P3AK
3. Tu-tu-lu [2:47]
作詞・作曲：YUUKI SANO / YUKI(MADKID)[28]、編曲：山口隆志 / YUUKI SANO
4. ABARERO -Dark Electro Rock Remix- [3:29]
作詞・作曲：TSUGUMI / TOMOKO IDA、編曲：Naoki Itai、アディショナルアレンジ：MEG / Teje
5. こっから -Instrumental-

### DVD

#### 初回盤A
1. こっから -Music Video-
2. こっから -Music Video Making-
3. こっから -Music Video Solo Movie-

#### 初回盤B
1. Medley from「慣声の法則」at 横浜アリーナ
  1. S.I.X
  2. Special Order
  3. フィギュア
  4. RAM-PAM-PAM
  5. WHIP THAT
  6. Outrageous